# Iggelbach (Helmbach)
Der Iggelbach ist ein gut fünf Kilometer langer linker und westlicher Zufluss des Helmbachs im rheinland-pfälzischen Landkreis Bad Dürkheim.

## Verlauf
Iggelbach entspringt im mittleren Pfälzerwald etwa einen Kilometer westlich des Ortes Iggelbach, um diesen dann zu durchfließen. Auch im weiteren Verlauf fließt er in Richtung Osten. Er mündet schließlich beim Forsthaus Frechental östlich des Großen Schweinsbergs (405,7 m) von links in den aus dem Südwesten kommenden Helmbach
Der Iggelbach befindet sich auf seiner kompletten Länge auf der Gemarkung der Gemeinde Elmstein.

## Tourismus
Östlich des gleichnamigen Ortes wird der Iggelbach vom Fernwanderweg Staudernheim–Soultz-sous-Forêts gekreuzt. Ein  Wanderweg, der mit einem grün-gelben Kreuz markiert ist und der vom Bexbach nach Ludwigshafen am Rhein führt, verläuft durchgängig parallel zum Iggelbach.